# Stefan I av Kroatien
Stefan I av Kroatien, död 1058, var en kroatisk monark. Han var kung av Kroatien från 1030 till 1058.